# Durante Alberti

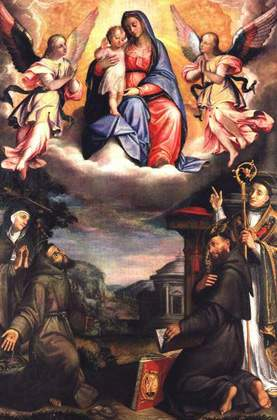
Madonna in trono e santi, 1591, Norcia, Museo Civico

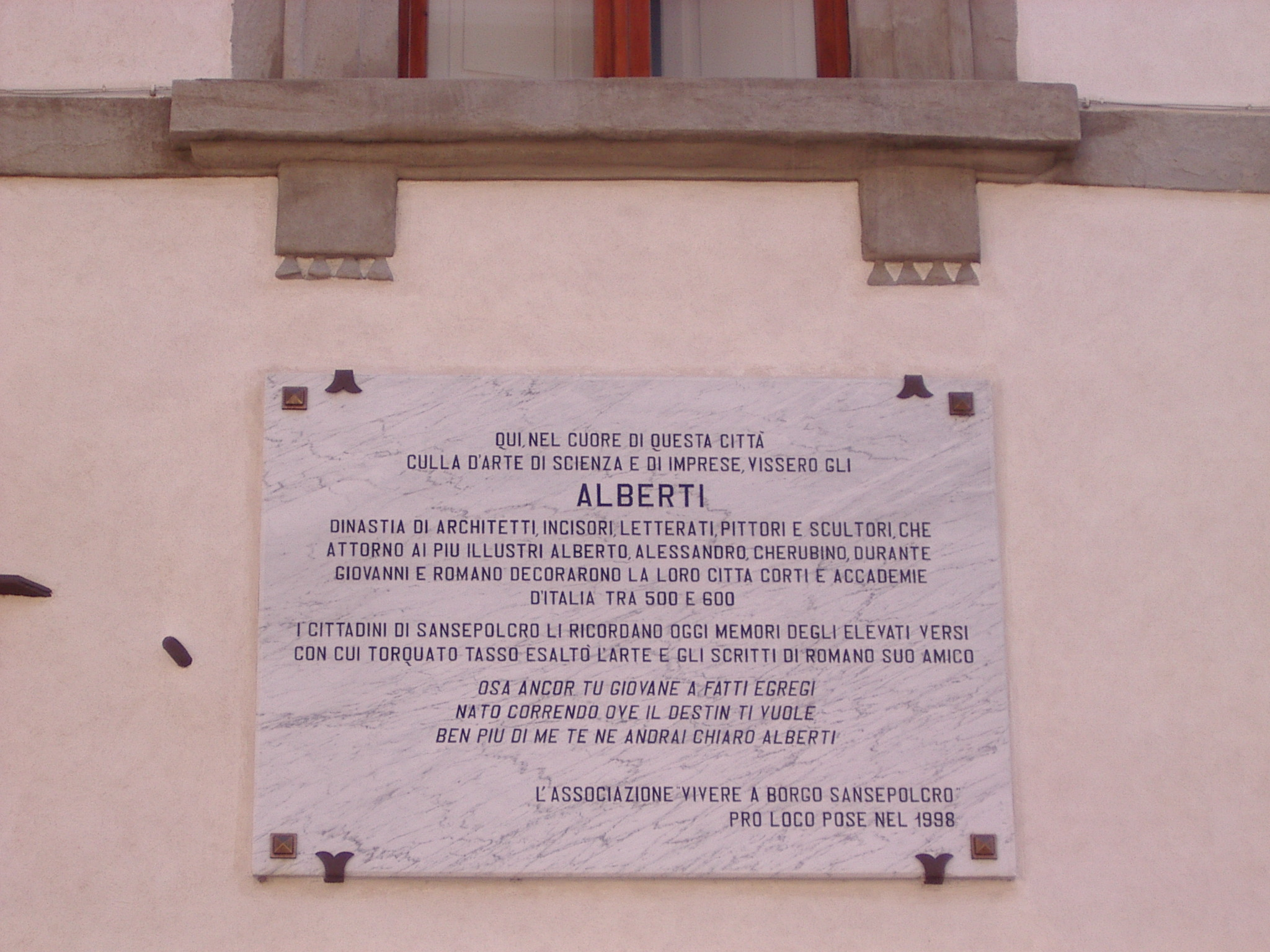
Lapide commemorativa a Sansepolcro.

Durante Alberti (Borgo Sansepolcro, 1556 circa – Roma, 1613) è stato un pittore italiano.

## Biografia
Il Degli Azzi rettificò al 1556 circa la nascita e al 1623 la data di morte dell'Alberti, che invece Giovanni Baglione aveva indicato, rispettivamente, al 1538 e al 1613.
Figlio di Romano, detto Nero, intagliatore, l'Alberti fu a Roma intorno al 1570 ove tale fu l'apprezzamento della sua visione della pittura, orientata verso il classicismo controriformistico, da fargli ottenere nel 1598 la carica di principe dell'Accademia di San Luca. Nella città dei papi sono conservate la maggior parte delle sue opere: gli affreschi nella chiesa di San Girolamo della Carità, nella quale è custodita anche la pala della Trinità, la Madonna con Bambino e santi per l'altare maggiore di San Bartolomeo dei Bergamaschi, la Trasfigurazione nella Chiesa del Gesù e il Padreterno con Crocefisso e santi di San Tommaso degli Inglesi.
Molto religioso, tanto da volere che un gesuita tenesse sermoni agli Accademici di San Luca, affinché improntassero l'opera loro a criteri di onestà e di pudore, il Baglione riferisce di una sua particolare devozione per i padri cappuccini, per i cui conventi e chiese produsse diversi affreschi e tele, anche fuori di Roma: una di queste è la Madonna col Bambino e santi, ora nel Museo di Norcia. Per la sua città natale dipinse l'Adorazione dei pastori della Cattedrale (1596 - 1600), Ad instar dell' Adorazione dei pastori di Santa Maria in Vallicella in Roma (prima del 1599). Per la stessa cattedrale dipinse una Trinità e santi, oggi di proprietà privata e che entro il 2022 sarà donata dai proprietari alla chiesa per la quale era stata dipinta.
La sua pittura, in conformità con i precetti della Controriforma, esprime accenti di pietà devozionale.
Anche suo figlio, Pietro Francesco è stato un pittore e incisore.

## Altre opere
- Pietà, chiesa della Pietà dei Pazzarelli, Roma
- Annunciazione e apostoli, chiesa della Madonna ai Monti, Roma
- Adorazione dei pastori, chiesa di Santa Maria in Vallicella, Roma
- Adorazione dei pastori, Duomo di Borgo San Sepolcro
- Trinità, Duomo di Borgo San Sepolcro